# Carlo Longhini
Carlo Longhini (Mantova, 13 ottobre 1939 – Buscoldo, 14 giugno 2013) è stato un sindacalista, scultore e storico italiano.

## Biografia
Seguendo l'attività del padre, si trasferì con la famiglia a Genova, a San Benedetto del Tronto, e nel 1959 a Milano. Qui iniziò a fare attività politica nel PCI, e poi a lavorare nella CGIL: prima nell'ufficio studi, poi nel sindacato chimici, presso la Pirelli Bicocca e la segreteria provinciale. Nel 1974 si trasferì a Roma come membro della Segreteria Nazionale dei Chimici; nel 1980 tornò a Milano come segretario generale dei chimici di Lombardia e fu poi membro della segreteria generale della CGIL lombarda, con responsabilità nella organizzazione.

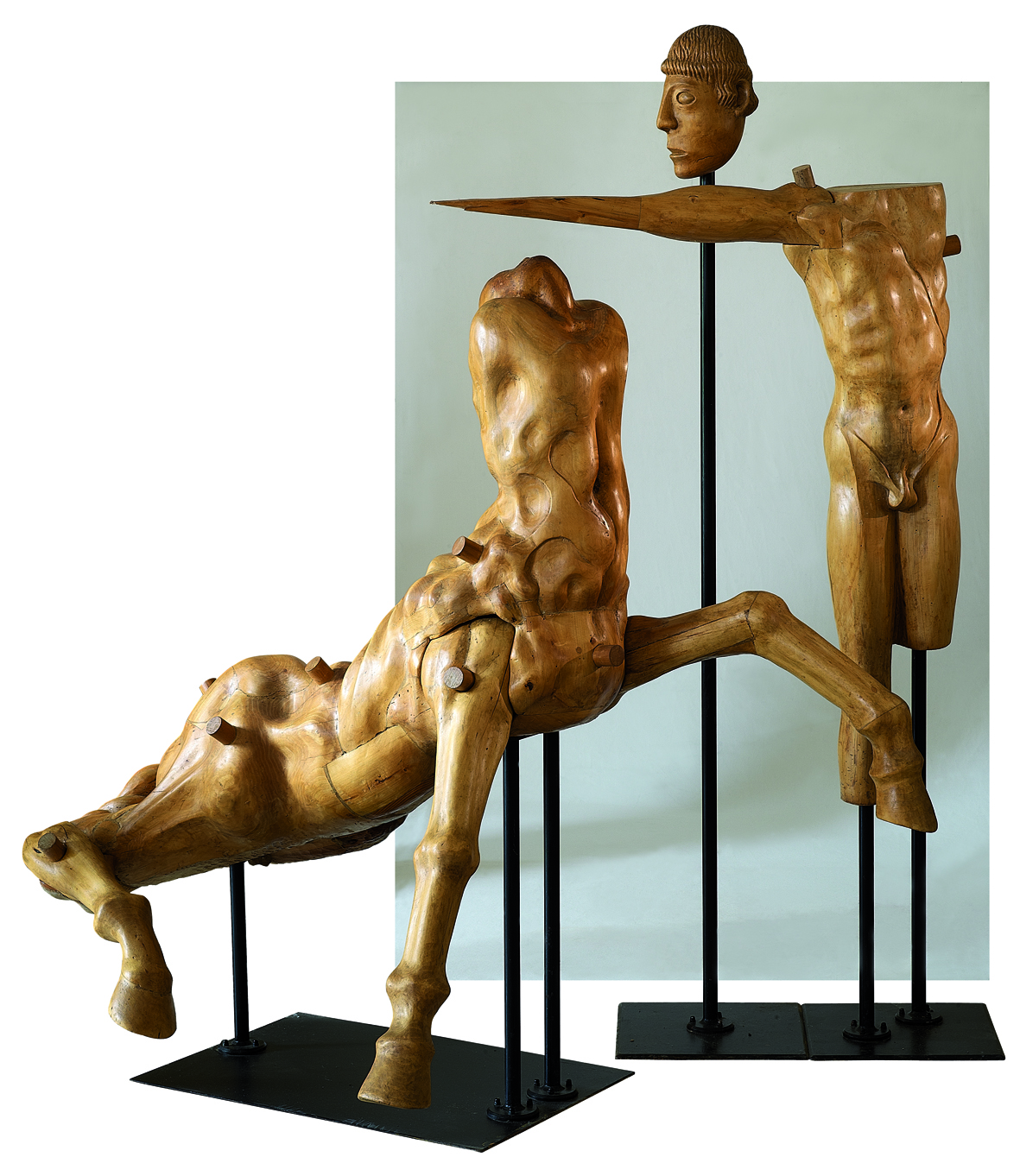
Sconfitta del mostro

Nel 1992 andò in pensione, pur continuando a seguire iniziative di progetto e sviluppo. Nel 1995 si trasferì a Buscoldo, luogo di nascita della moglie. Si dedicò allora prevalentemente alla scultura, insediandosi in laboratori sempre più ampi, prima in località Castello, poi in via Santa, infine in via Chiarella; l'ampliarsi dello spazio e del tempo disponibile gli permisero di estendere l'attività artistica dalla terracotta alle sculture in legno anche di grande dimensione, utilizzando tronchi e grossi pezzi di alberi trovati nella campagna circostante. Con quest'ultimo mezzo realizzò sculture di soggetto mitologico e grandi totem, continuando ad utilizzare la terracotta per sculture più piccole, ed effettuando anche prove di colore su entrambi i mezzi espressivi.
Nel 2001 realizzò la mostra Morte del Centauro nel Palazzo del Plenipotenziario a Mantova; la mostra era curata da Renata Casarin, e presentata da Sergio Cofferati, amico di Carlo e collega nel sindacato a Milano e Roma. Le sue opere si trovano presso le sedi del sindacato, nelle case di amici e parenti, nella sua casa di Buscoldo e nei locali della Cooperativa Bertani.

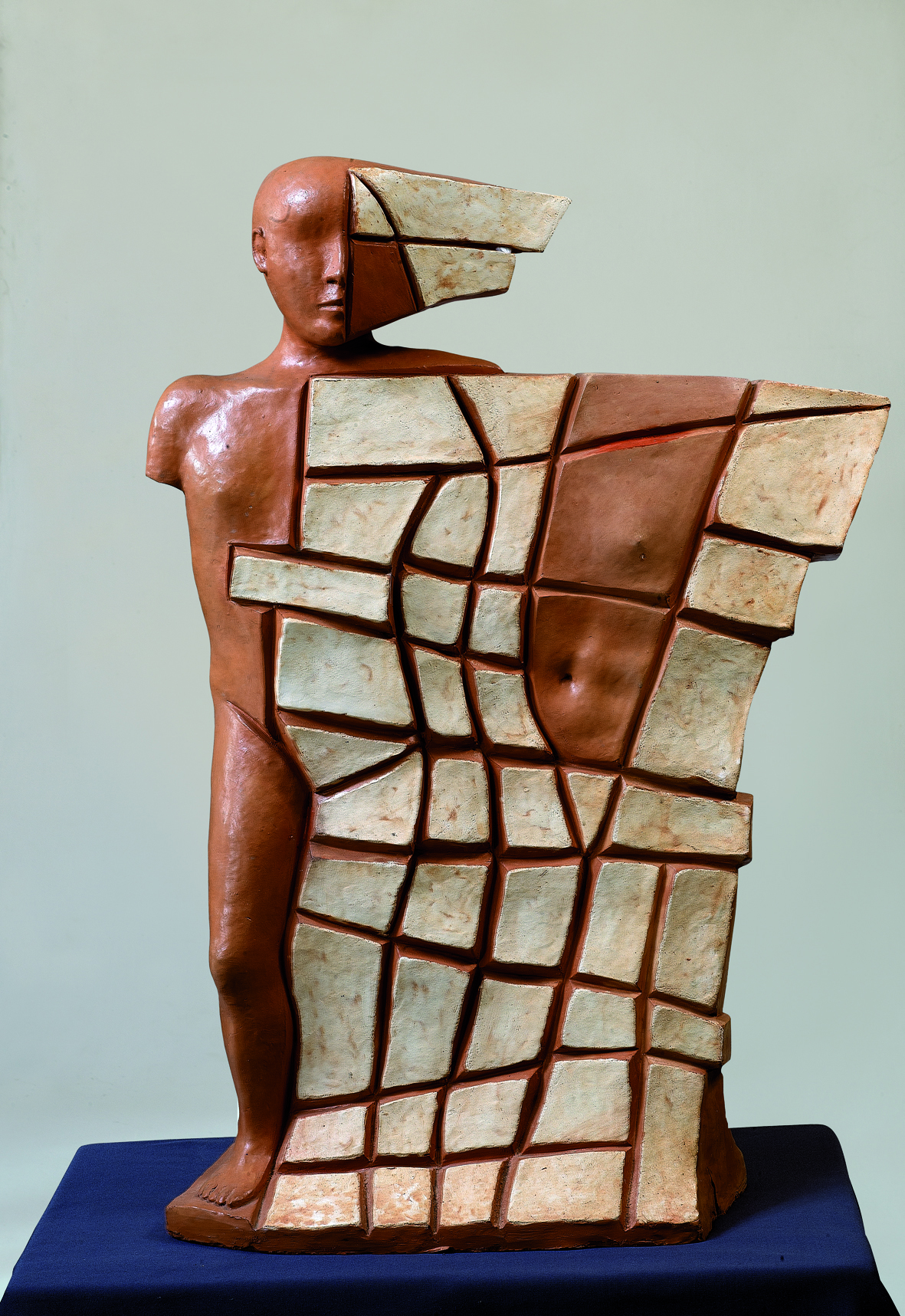
L'uomo nuovo

Dal 2001 si interessò allo studio dell'attività sindacale nel Mantovano, raccogliendo una grande mole di documentazione e scrivendo e pubblicando vari libri. Si impegnò anche nell'attività dell' AUSER di Mantova, e nella  Cooperativa Bertani di Buscoldo, dove organizzò seminari di scultura per i ragazzi del doposcuola della scuola media, di cui rimangono tracce sulla facciata posteriore della sede della Cooperativa. Al momento della morte stava preparando un nuovo libro sulla situazione dei contadini nel mantovano sotto il dominio austriaco, con particolare riferimento al problema dei risarcimenti per gli espropri e i danni di guerra.

## Opere
- Da Montanara a Montanara. Cesare Roda "Bruno". Dall'antifascismo alla repubblica nell'Europa del Novecento, Teti, Milano, 2005, 309 pagine, ISBN 88-7039-012-8
- Splende il sole dell'avvenir. Giuseppe Bertani. Contadini e socialisti a Curtatone e nel Mantovano, dalle leghe al fascismo (1895-1922), Sometti, Mantova, gennaio 2009, 512 pagine, ISBN 978-88-7495-311-0
- Le giornate rosse. 1919 a Mantova. Storia di una sollevazione popolare e storie di rivoluzionari senza rivoluzione, Sometti, Mantova, 2009, 280 pagine, ISBN 978-88-7495-336-3
- Il mito della socializzazione della terra. Egisto Pavirani: dalla Romagna di Forlì-Cesena a Mantova nel Biennio Rosso 1919-1920, Sometti, Mantova, 2011, 152 pagine, ISBN 978-88-7495-406-3